# Tiếng Serbia-Croatia
Tiếng Serbia-Croatia còn gọi là tiếng Serb-Croat, tiếng Serb-Croat-Bosna (SCB), tiếng Bosna-Croatia-Serbia (BCS) hay tiếng Bosna-Croatia-Montenegro-Serbia (BCMS), là một ngôn ngữ Nam Slav và là ngôn ngữ chính của Serbia, Croatia, Bosna và Hercegovina và Montenegro. Đây là một ngôn ngữ đa tâm với bốn dạng chuẩn có thể thông hiểu lẫn nhau.
Các phương ngữ Nam Slav về mặt lịch sử từng tạo nên một dãy phương ngữ. Bởi lịch sử của khu vực, nhất là bởi sự bành trướng của đế quốc Ottoman, đã dẫn đến sự xáo trộn về ngôn ngữ và tôn giáo tại đây. Do sự di cư, tiếng Shtokavia trở thành phương ngữ phổ biến nhất miền tây Balkan, mở rộng về phía tây, nơi mà Chakavia và Kajkavia từng chiếm giữ. Người Bosna, người Croat và người Serb khác biệt nhau về tôn giáo và về lịch sử từng thuộc những vùng văn hóa khác nhau, dù họ đã sống kế cạnh nhau trong một thời gian dài, dưới sự cai trị của những vị vua ngoại quốc.
Tiếng Serbia-Croatia được chuẩn hóa trong Hiệp định văn học Viên vào giữa thế kỷ 19 bởi những nhà văn và nhà ngữ văn Croatia và Serbia, nhiều thập kỷ trước khi nhà nước Nam Tư được thành lập. Có ít sự khác biệt giữa dạng chuẩn văn học tiếng Serbia và tiếng Croatia, cả hai đều dựa trên một tiểu phương ngữ của tiếng Shtokavia, là Đông Hercegovinia. Thế kỷ 20, tiếng Serbia-Croatia đóng vai trò ngôn ngữ chính thức của vương quốc Nam Tư (khi đó được gọi là "tiếng Serb-Croat-Slovenia") và sau đó là của Cộng hòa Liên bang Xã hội chủ nghĩa Nam Tư. Sự giải tán Nam Tư đã ảnh hưởng đến quan điểm ngôn ngữ của người dân, nên tiếng Serbia-Croatia bị phân chia theo ranh giới dân tộc và chính trị. Tiếng Bosna được chọn làm ngôn ngữ chính thức của Bosna và Hercegovina, còn tiếng Montenegro đang trong quá trình được chuẩn hóa. Tiếng Serbia-Croatia phân chia thành tiếng Serbia, tiếng Croatia, tiếng Bosna, tiếng Montenegro và đôi khi Bunjevac.
Giống những ngôn ngữ Nam Slav khác, tiếng Serbia-Croatia có hệ thống ngữ âm tương đối đơn giản, với 5 nguyên âm và 25 phụ âm. Ngữ pháp được thừa hưởng từ ngôn ngữ Slav nguyên thủy, với sự biến tố phức tạp, lưu giữ 7 cách ngữ pháp, thể hiện ở danh từ, đại từ và tính từ. Động từ được chia theo thể chưa hoàn thành và hoàn thành, với một hệ thống thì tương đối phức tạp. Tiếng Serbia-Croatia là một ngôn ngữ có xu hướng bỏ đại từ với cấu trúc câu mềm dẻo, chủ–động–tân là cấu trúc cơ sở. Nó có thể được viết bằng bảng chữ cái Kirin Serbia hoặc bảng chữ cái Latinh của Gaj.